# Успенский собор (Тула)
Успенский собор — православный храм в Туле, второй кафедральный собор Тульской епархии Русской православной церкви. До 1917 года — собор Успенского женского монастыря. Не следует путать его с историческим кафедральным Успенским собором в Тульском кремле.

## История
Время строительства первого, главного храма Успенского женского монастыря точно не установлено. Из документов XVIII века ясно, что это было каменное двухэтажное здание. В верхнем этаже был престол во имя Успения Пресвятой Богородицы и придел во имя преподобного Александра Свирского, в нижнем — престол в честь иконы Божией Матери «Неопалимая Купина» и придел Николая Чудотворца. Со временем здание обветшало, начало уходить в землю, весной и в дождливые дни первый этаж заливался водой. Церковь разобрали и в 1791—1792 годы построили новую — каменную, одноэтажную — на деньги, выделенные из казны Екатериной II, попечением тульского гражданского губернатора Андрея Ивановича Лопухина. Главный престол освятили во имя Успения Пресвятой Богородицы, южный придел был посвящён иконе «Неопалимая Купина», северный — Александру Свирскому. В 1857 году храм, пришедший уже в довольно ветхое состояние, был расширен, после чего его обветшание только ускорилось.

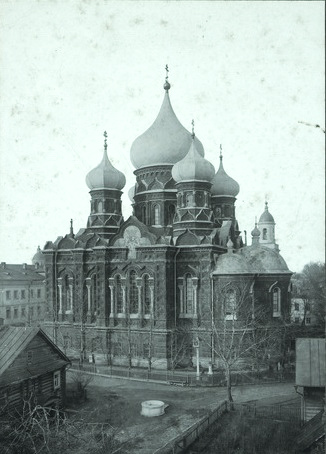
Собор в начале XX века

В 1899 году приступили к разборке этой церкви, а к 1902 году на её месте воздвигли новое двухэтажное здание. Нижний теплый храм с одним престолом во имя равноапостольной Марии Магдалины и великомученика Пантелеймона целителя освятили 24 октября 1902 года. Верхний, с главным престолом Успения — 28 июня 1904 года, а приделы верхнего храма — во имя иконы «Неопалимая Купина» и во имя Александра Свирского — 11 июля 1910 года и 3 июля 1911 года.
Успенская церковь была возведена в русском стиле. Сохранился её первоначальный, неосуществленный проект, который близок к построенному храму, но предусматривает несколько иные декоративные и пластические элементы. В процессе строительства отказались от готических элементов декора — стрельчатых обрамлений окон на барабанах. Не стали делать и горизонтальное трехчастное деление фасадов окнами — в случае такого деления здание казалось бы трехэтажным.
Стены верхней церкви расписывались в 1909 году. Возможно художники были соработниками Виктора Васнецова, так как росписи храма являются точными копиями его работ в Киевском Владимирском соборе. На стене верхнего храма сохранилась надпись: «В 1909 году тщанием настоятельницы игуменьи Магдалины, с помощью благотворителей, соборный храм сей украшен стенным писанием и орнаментом». Стены собора сложены из тёмно-красного кирпича. Черные купола увенчаны крестами и полумесяцами. В соборе была похоронена почитаемая в Туле игуменья Агния, которая занималась строительством храма.
С приходом к власти большевиков монастырь был упразднён и собор закрыт. В 1930-х годах его пытались взорвать, но собор оказался очень прочным и выстоял. Тогда с него сбили купола и разместили филиал государственного архива. В конце 1980-х была произведена реконструкция здания. Вновь были установлены купола и укреплено основание собора.
8 сентября 2006 года собор был возвращён верующим, а 24 января 2007 года престол нижнего храма освятил архиепископ Тульский и Белёвский Алексий и туда были перенесены мощи святого Иоанна Тульского. 10 мая 2012 года в Свято-Успенском кафедральном соборе был торжественно освящен второй этаж. Оно ознаменовало собой завершение реставрационных работ храма.